# باشگاه فوتبال دی‌سی یونایتد
دی.سی. یونایتد (به انگلیسی: D.C. United) یک تیم فوتبال در شهر واشنگتن دی.سی. در آمریکا است که در لیگ برتر فوتبال آمریکا (ام ال اس) بازی می‌کندوبا4قهرمانی رکورداربودکه این رکوردتوسط لس انجلس گالکسی شکسته شد.
ورزشگاه آئودی فیلد خانه این تیم است.
مالکیت این باشگاه در اختیار اریک توهیر و جیسن لوین است.

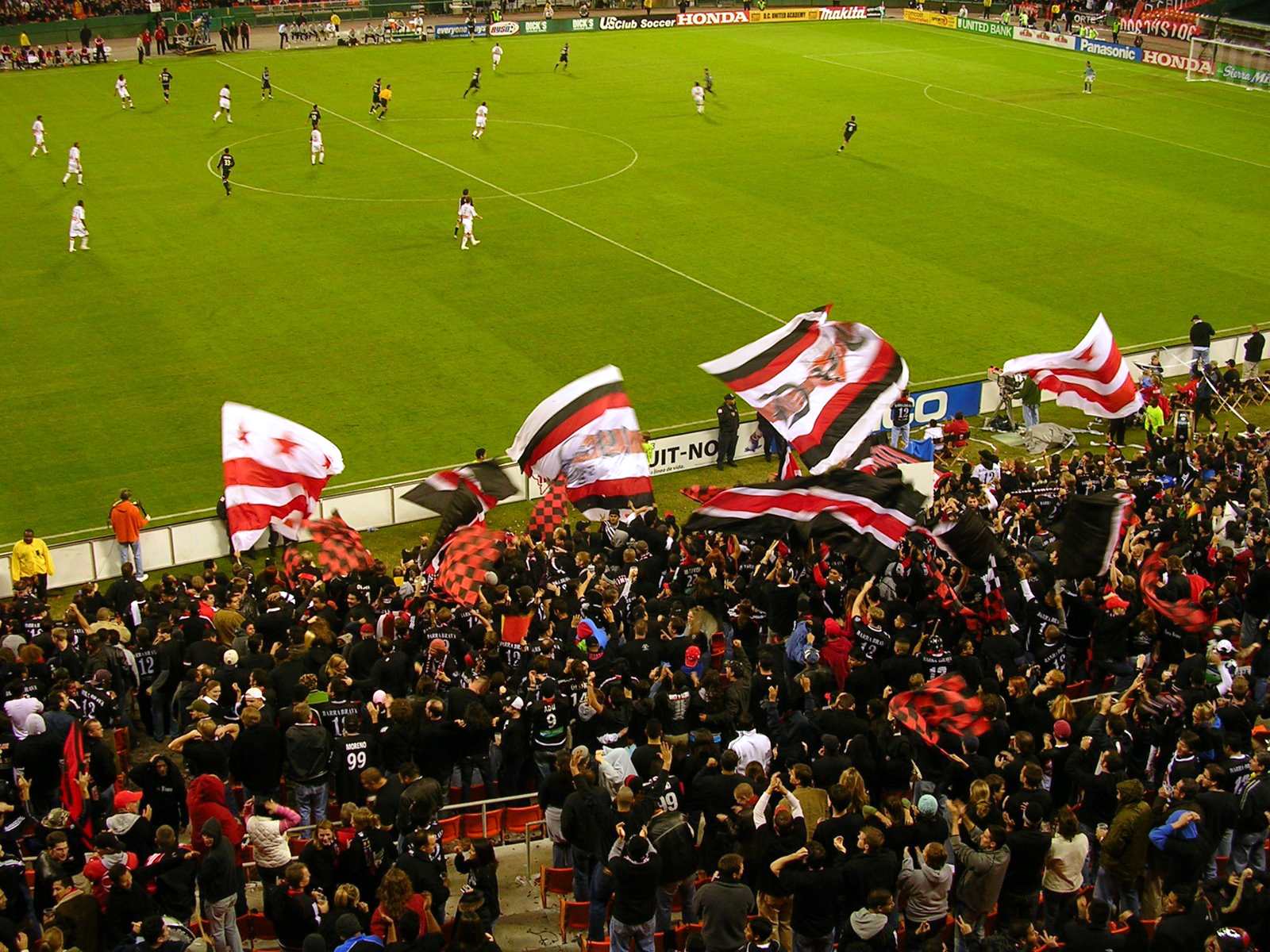

بازیکنان مشهور وین رونی دو فصل در این تیم توپ میزد و از ستارگان فعلی آن میتوان به کریستین بنتک اشاره کرد.